# Сохе (лінія метро, Сеул)
Сохе (лінія метро, Сеул) (кор. 서해선) — лінія міжміського метрополітену що обслуговує міста Пучхон, Сіхинг та Ансан у південнокорейські провінції Кьонгі. Лінія повністю інтегрована в систему Сеульського метрополітену.

## Історія
Будівництво лінії розпочалося 22 квітня 2011 року, повністю підземна початкова ділянка з 12 станцій відкрилася 16 червня 2018 року.

## Лінія
Рухомий склад складається з 28 вагонів, лінію обслуговують 7 чотиривагонних потягів що живляться від повітряної контактної мережі. Інтервал руху починається від 12 хвилин у годину пік, до 20 хвилин в решту часу.

## Станції
На початковій ділянці всі станції підземні, закритого типу та мають берегові платформи.
| Сохе      |                   |                  |                     |                                |                |
| № станції | Назва українською | Назва корейською | Назва англійською   | Розташування                   | Пересадка      |
| S16       | «Соса»            | 소사             | «Sosa»              | Місто Пучхон, провінція Кьонгі | Перша лінія    |
| S17       | «Сосеуль»         | 소새울           | «Sosaeul»           | Місто Пучхон, провінція Кьонгі |                |
| S18       | «Сіхинг Дея»      | 시흥대야         | «Siheung Daeya»     | Місто Сіхинг, провінція Кьонгі |                |
| S19       | «Сінчхон»         | 신천             | «Sincheon»          | Місто Сіхинг, провінція Кьонгі |                |
| S20       | «Сінхьон»         | 신현             | «Sinhyeon»          | Місто Сіхинг, провінція Кьонгі |                |
| S22       | «Мерія Сіхинга»   | 시흥시청         | «Siheung City Hall» | Місто Сіхинг, провінція Кьонгі |                |
| S23       | «Сіхинг Нингкок»  | 시흥능곡         | «Siheung Neunggok»  | Місто Сіхинг, провінція Кьонгі |                |
| S24       | «Дальмі»          | 달미             | «Dalmi»             | Місто Ансан, провінція Кьонгі  |                |
| S25       | «Сонбу»           | 선부             | «Seonbu»            | Місто Ансан, провінція Кьонгі  |                |
| S26       | «Чхочі»           | 초지             | «Choji»             | Місто Ансан, провінція Кьонгі  | Четверта лінія |
| S27       | «Вонкок»          | 원곡             | «Wongok»            | Місто Ансан, провінція Кьонгі  |                |
| S28       | «Вонсі»           | 원시             | «Wonsi»             | Місто Ансан, провінція Кьонгі  |                |

## Розвиток
Наприкінці грудня 2015 року розпочалося будівництво другої черги лінії з 6 станцій та 17,8 км, відкриття заплановане на другу половину 2021 року. Більшість станцій на новій північні ділянці будуть пересадковими на інші лінії Сеульського метрополітену. Також проектується розширення лінії на південь яке на відміну від решти лінії буде наземним. Після відкриття лінії в повному складі планується організувати швидкісний рух, на підземні ділянці потяги рухатимуться зі швидкістю 110 км/г а на наземній до 230 км/г.

## Галерея

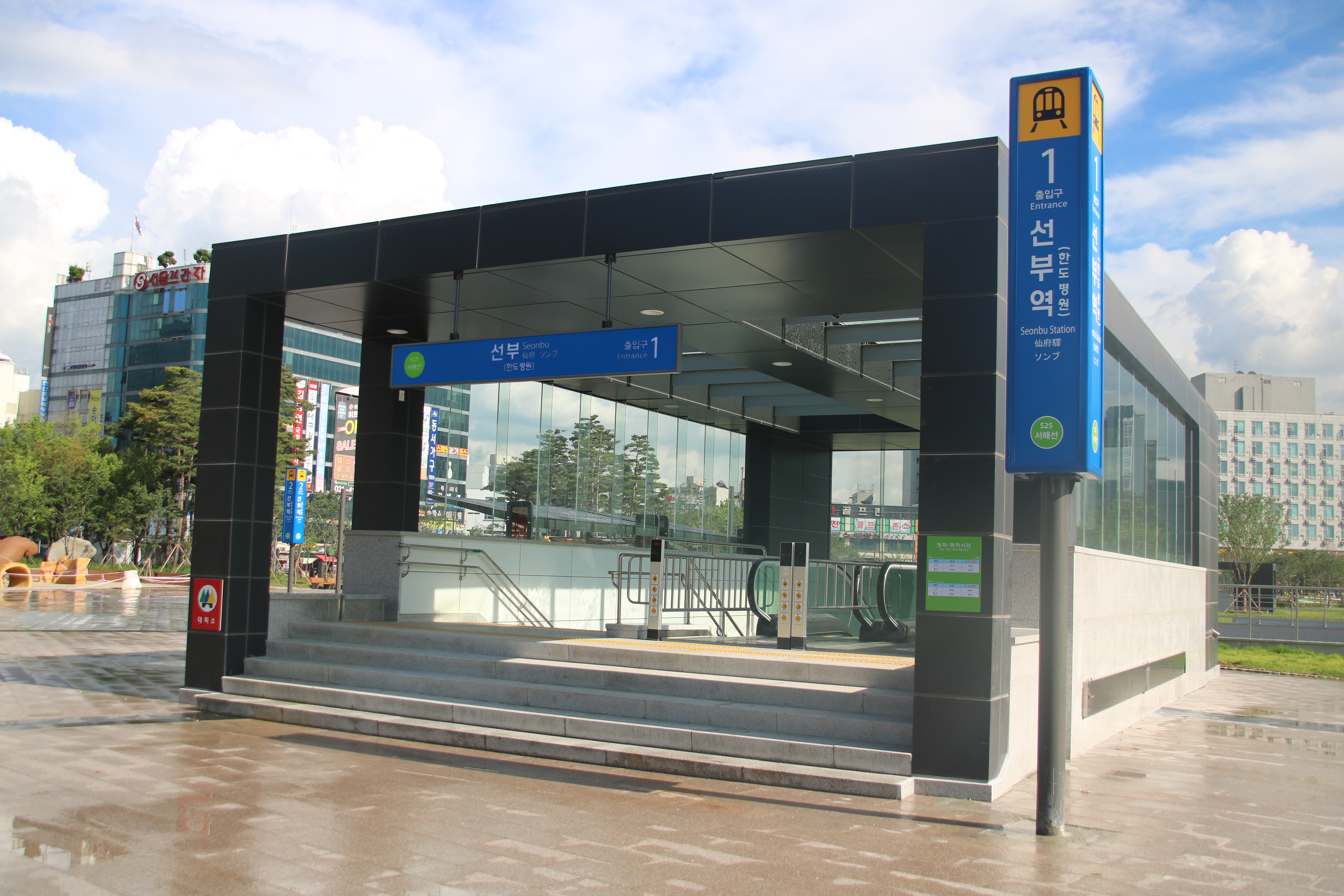
Один з виходів зі станції «Сонбу»
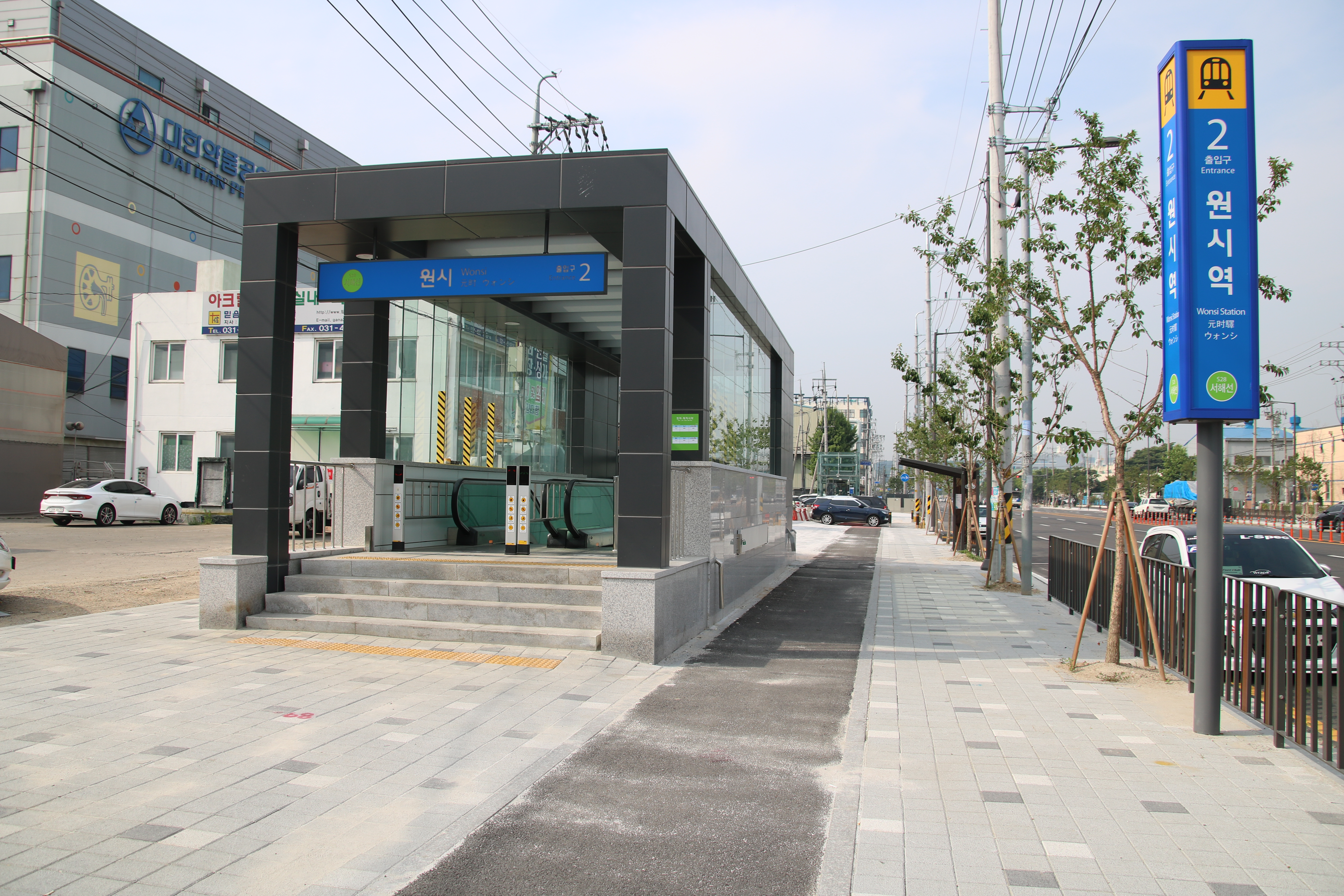
Один з виходів зі станції «Вонсі»
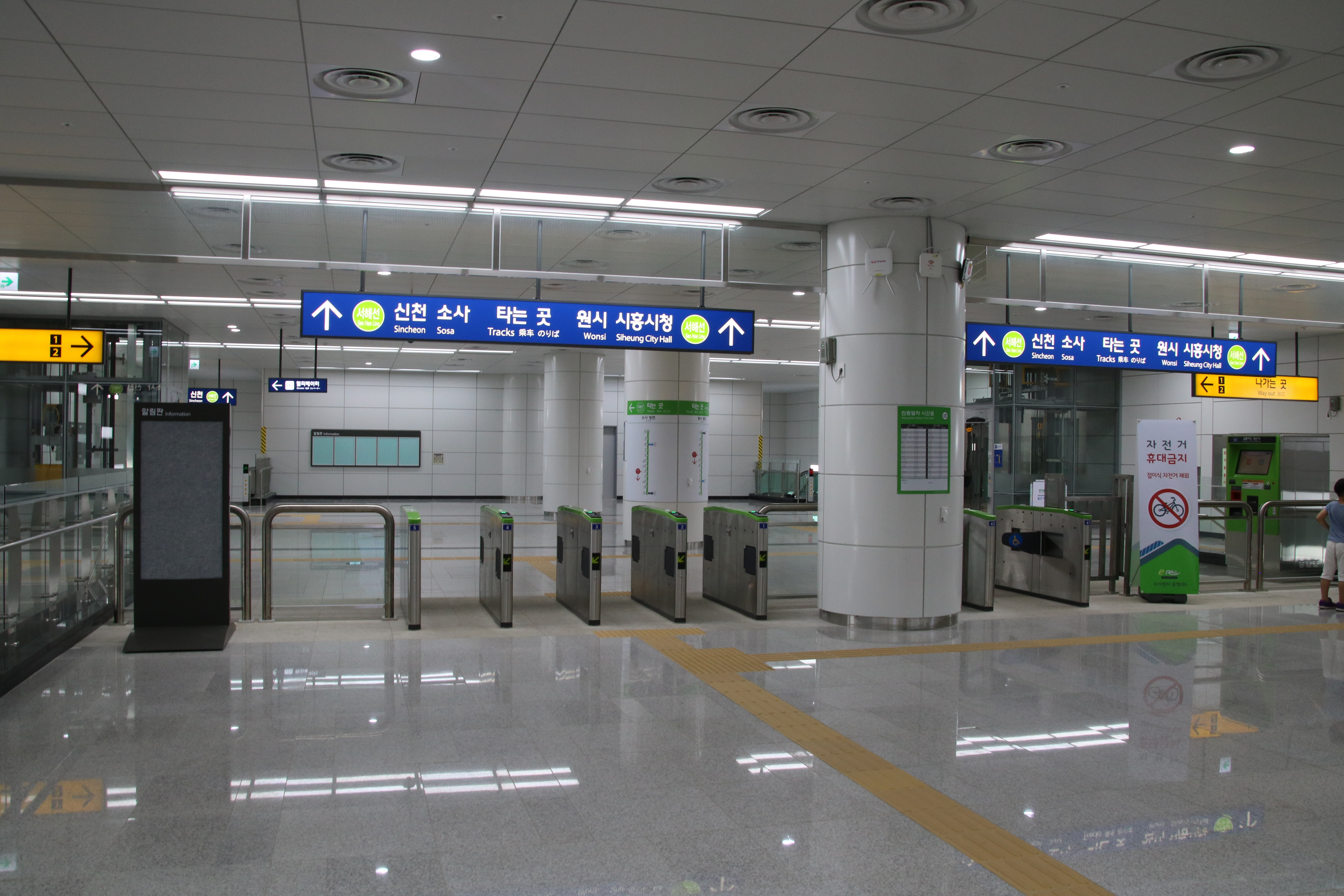
Турнікети на станції «Сінхьон»
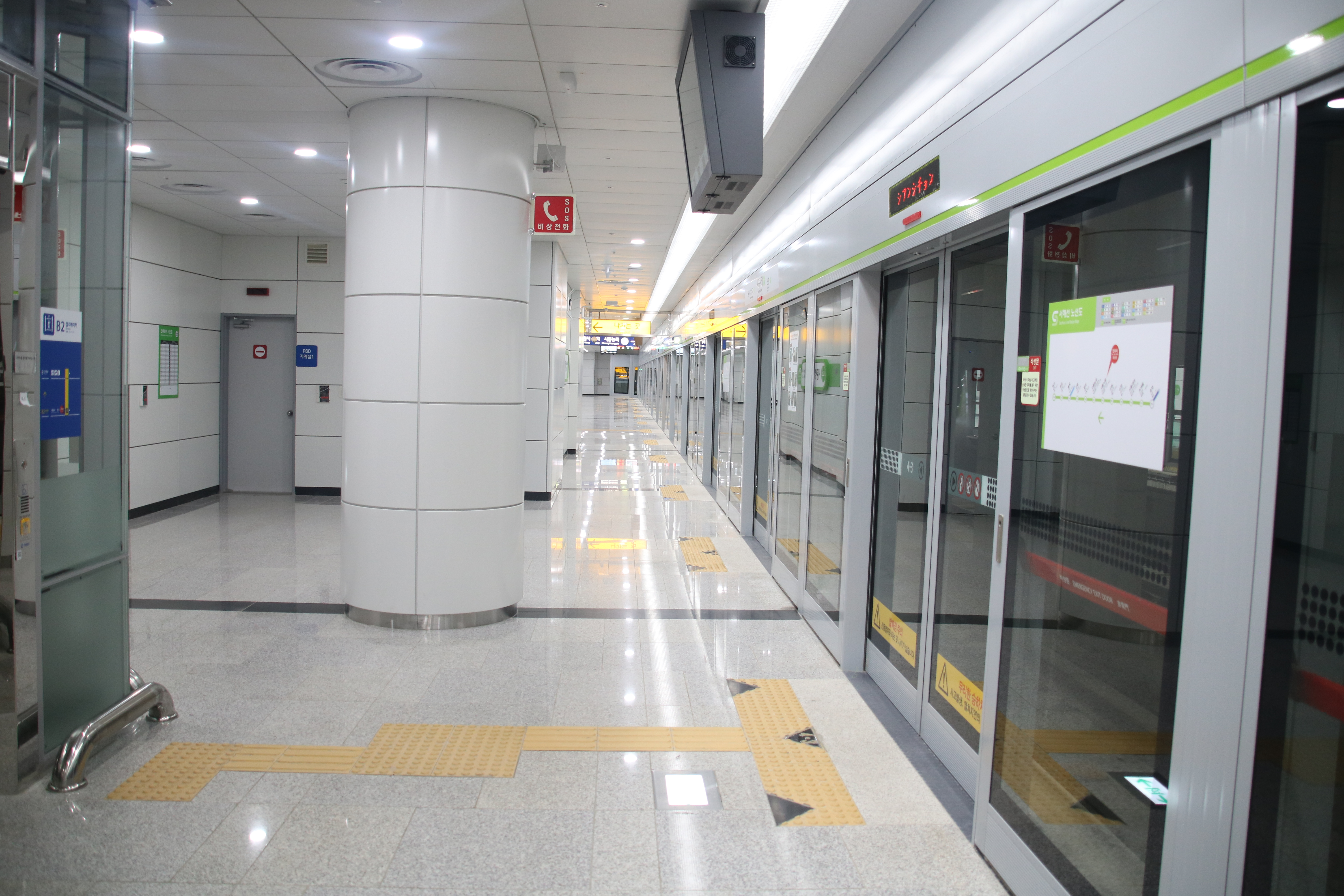
Платформа станції «Мерія Сіхинга»